# Blitzkrieg (trò chơi điện tử)
Blitzkrieg là một trò chơi máy tính thuộc thể loại chiến lược thời gian thực dựa theo những sự kiện lịch sử có thật trong thế chiến thứ hai do hãng Nival Interactive phát triển và CDV Software phát hành vào ngày 12 tháng 5 năm 2003 tại Hoa Kỳ và ngày 15 tháng 5 cùng năm tại châu Âu.
Phiên bản game dành cho hệ điều hành Mac OS X được hãng Virtual Programming đảm nhận việc phát hành thông qua hệ thống Mac App Store vào ngày 20 tháng 4 năm 2011.

## Cách chơi
Lấy bối cảnh Đệ Nhị Thế Chiến, game dựng lại 3 chiến dịch lớn với 3 phe tham chiến là Đức, Liên Xô và quân Đồng minh để người chơi lựa chọn theo sở thích. Cách chơi của Blitzkrieg tương tự như một số tựa game khác cùng thể loại là Close Combat, Sudden Strike, Iron Steel, game sẽ giao cho người chơi một nhóm quân hạn chế và nhiệm vụ của người chơi là phải khéo léo dẫn dắt hoặc tính toán chiến thuật hợp lý để đưa đội quân của mình vượt qua những khu vực chiến trường dày đặc các công sự phòng thủ của đối phương hoặc đối đầu với hàng loạt đơn vị quân sự với số lượng áp đảo của kẻ thù để giành được chiến thắng.
Các đơn vị nòng cốt của người chơi sau mỗi màn chơi lần lượt đều được thăng chức trong quá trình chiến đấu; đồng thời khả năng tác chiến của họ cũng tăng theo. Nhiệm vụ trong game được chia làm hai loại: chính và phụ. Khi hoàn tất nhiệm vụ phụ, người chơi sẽ được thưởng thêm quân hoặc tăng thêm bậc nâng cấp quân đội. Mức khó dễ trong các nhiệm vụ phụ thay đổi tùy theo số lần người chơi chơi lại cấp độ này. Thông thường trong chế độ Hard, máy tính chỉ dùng pháo binh, còn Normal thì chủ yếu là xe tăng.

## Đồ họa và âm thanh
Về mặt đồ họa, hình ảnh công trình và đơn vị quân được thể hiện khá tốt song địa hình và hiệu ứng còn yếu vì cốt lõi đồ họa vẫn chỉ là dạng 2D truyền thống quen thuộc. Tuy nhiên, nhìn chung chỉ cần một cấu hình tầm trung cũng đủ sức chơi trơn tru, mượt mà game dù thiết lập ở mức cao nhất. Về phần âm thanh, nhà sản xuất đã thể hiện khá tốt, từ tiếng súng bắn, cháy nổ, cho tới tiếng binh lính, động cơ xe đều được xây dựng khá tốt không hề thua kém so với các tựa game cùng thể loại khác.

## Các phiên bản của game
Có tới ba phiên bản mở rộng chính thức cùng một loạt các game khác dựa trên engine của Blitzkrieg, cả ba đều được hãng La Plata Studios Lưu trữ ngày 6 tháng 4 năm 2008 tại Wayback Machine của Đức phát triển, cộng tác với Nival Interactive, nhà phát triển bản Blitzkrieg đầu tiên. Các phiên bản sau đây đều được phát hành và phân phối bởi CDV Interactive bao gồm:
- Blitzkrieg: Burning Horizon  người chơi sẽ lần lượt theo chân tướng Erwin Rommel tham gia một loạt các chiến dịch quân sự ác liệt của phe Đức Quốc xã bắt đầu từ khi vượt qua dãy Ardennes cho đến những trận chiến đấu cuối cùng chống lại quân Đồng minh tại nước Pháp chiếm đóng.
- Blitzkrieg: Rolling Thunder  kể về cuộc đời binh nghiệp của danh tướng Mỹ là George S. Patton trong suốt thế chiến thứ hai bắt đầu từ khu vực sa mạc Bắc Phi cho tới những cánh rừng đầy tuyết ở Ardennes.
- Blitzkrieg: Green Devils  Lưu trữ ngày 20 tháng 3 năm 2007 tại Wayback Machine là phiên bản mở rộng yêu cầu cần phải có bản Blitzkrieg đầu hoặc Rolling Thunder, ở trong bản này người chơi sẽ chỉ huy sư đoàn thiết giáp số 9 của Đức Quốc xã tham gia vào các mặt trận khốc liệt như Trận chiến nước Pháp, mặt trận phía Đông và trận Normandy.
- Stalingrad  phát triển bởi DTF Games, là một phiên bản game hoàn toàn độc lập, nói về Trận Stalingrad nổi tiếng trong lịch sử thế giới, người chơi có thể tham gia vào chiến dịch của hai phe là Đức Quốc xã và Liên Xô.
- Talvisota: Icy Hell  phát triển bởi Blitzfront Game Studio, nói về cuộc Chiến tranh Mùa Đông Phần Lan-Liên Xô từ năm 1939 đến 1940.
- Cuban Missile Crisis: The Aftermath  phát triển bởi G5 Software, là một phiên bản game độc lập nói về cuộc xung đột giả tưởng xảy ra trên toàn thế giới từ sau khi cuộc Khủng hoảng Tên lửa Cuba năm 1962 đã dẫn tới sự kết thúc ngày tận thế hạt nhân và bắt đầu cuộc Chiến tranh thế giới thứ III.
- Blitzkrieg: Mission Barbarossa  Lưu trữ ngày 26 tháng 7 năm 2008 tại Wayback Machine và Blitzkrieg: Mission Kursk  phát triển bởi Active Gaming, kể lại một phần diễn biến trong Chiến tranh Xô-Đức bắt đầu từ sự kiện Đức xâm lược Liên Xô năm 1941 cho tới Trận Kursk năm 1943.
- WWI: The Great War  Lưu trữ ngày 20 tháng 5 năm 2008 tại Wayback Machine phát triển bởi Dark Fox Lưu trữ ngày 7 tháng 1 năm 2007 tại Wayback Machine, là một game dàn trận lấy bối cảnh Thế chiến thứ I sử dụng engine của Blitzkreg. Người chơi sẽ đóng vai một viên sĩ quan chỉ huy lực lượng vũ trang của các phe như Anh, Pháp, Đức, Nga và Áo-Hung sử dụng một loạt các loại vũ khí và khí tài riêng biệt của từng quốc gia để đánh bại đối phương trên chiến trường Thế chiến thứ I từ năm 1914 cho đến 1918. Vào tháng 6 năm 2006, WWI: The Great War chỉ được phát hành chính thức duy nhất tại một số quốc gia như Nga, Ba Lan, Cộng hòa Czech, Úc và New Zealand.
- Blitzkrieg: Operation North   Lưu trữ ngày 12 tháng 4 năm 2008 tại Wayback Machine cũng do Dark Fox Lưu trữ ngày 7 tháng 1 năm 2007 tại Wayback Machine phát triển, mô tả chiến dịch bao vây, phong tỏa Leningrad của Đức Quốc xã và cuộc tổng phản công của Hồng quân Liên Xô trong cuộc Chiến tranh Xô-Đức diễn ra từ năm 1941 đến 1943.
- Blitzkrieg: Total Challenge  Lưu trữ ngày 3 tháng 9 năm 2010 tại Wayback Machine là bản mở rộng do INtex Publishing phát triển, yêu cầu cần có phiên bản đầu tiên, phiên bản này cung cấp thêm 24 nhiệm vụ và 20 bản đồ khác nhau cùng với hàng loạt đơn vị quân mới được bổ sung vào, kèm theo công cụ tạo màn và kịch bản riêng tùy theo sở thích của người chơi.
- Blitzkrieg Anthology  là phiên bản tổng hợp các bản mở rộng do Nival Interactive phát triển và Cdv phát hành vào năm 2005.
- Blitzkrieg Strategy Pack  là phiên bản tổng hợp toàn bộ các bản mở rộng thứ hai do Nival Interactive phát triển và Cdv phát hành vào năm 2007.